# Edinburgh
Edinburgh (anglická výslovnost  [ˈɛdɪnb(ə)rə]IPA, výslovnost v češtině [edynburk], skotskou gaelštinou Dùn Èideann), česky též Edinburk, je hlavní město Skotska, konstituční součásti Spojeného království. Leží na jihovýchodě Skotska, na pobřeží Severního moře, u zálivu Firth of Forth.
Edinburgh je jednou z 32 správních jednotek Skotska, tzv. council areas. Jako sídlo skotské vlády (Scottish Government) a Skotského parlamentu je Edinburgh politickým a administrativním centrem země. Spolu s Glasgowem je také centrem kultury, vysokého školství a vědy ve Skotsku. V Edinburghu zasedá Skotský nejvyšší soud.
Ve městě se každoročně koná tradiční divadelní Edinburský festival, mezinárodní filmový festival a také Edinburgh Military Tattoo, festival vojenské historie. Město bylo v roce 1995 zapsáno na Seznam světového dědictví UNESCO. Každoročně je navštíví na 11 milionů turistů.

## Místopis
Město je rozděleno na dvě části údolím, v němž od západu k východu vedou desítky kolejí železnice k nádraží Waverley Station. 
Dominantou větší, jižní části je historické jádro Starého Města (Old Town), jemuž vévodí hrad s katedrálou sv. Jiljí. vybudovaný na vulkanickém pahorku zvaním Castle Rock. K němu vede nahoru královská cesta zvaná Royal Mile (Královská míle), zakončená dole královským palácem Holyroodhouse. Historické budovy univerzity tvoří novogotická dvouvěžová Nová kolej v kopci pod hradem a barokní Stará kolej univerzity na jižní straně Nicolson Street. Východní horizont města lemuje původně královský vrch upravený na Holyrood Park, jehož nejvyšším pahorkem je mytické sídlo krále Artuše v nadmořské výšce 250 metrů.
Severní část města tvoří Nové Město (New Town) s návrším Calton Hill, pomníkem a astronomickou observatoří. Jižní hranici tvoří rušná Princes Street s parkem a čtyřmi pomníky, z nichž nejvyšší je novogotická věž se sochou spisovatele Waltera Scotta. Dominantou Nového Města je věžová budova hotelu Balmoral na nároží Princes Street a kamenného mostu Northbridge.

## Historie
Stopy osídlení jsou archeologickými nálezy doloženy na hradním návrší i na královském vrchu již od pravěku, v mezolitu, tj. 8500 před n. l., hojně z doby bronzové a keltskou kulturou z doby železné. Edinburgh založili v 1. století n. l. Římané, kteří zde vybudovali vojenský tábor a snažili se podmanit si místní kmen Keltů, latinsky nazývaný Votadini. Jejich předpokládaní následovníci Gododdinové postavili hradiště Din Eidyn nebo Etin. Piktská kronika z 10. století zaznamenala pevnost jménem oppidum Eden. Z těchto názvů se postupně vyvinulo označení Edinburgh.
Anglové z království Bernicie měli významný vliv na okolí Edinburghu, jež bylo postupně součástí severní Bernicie, severní Northumbrie a konečně jihovýchodního Skotska, a to zejména od roku 638, kdy gododdinskou pevnost zřejmě obléhaly síly loajální northumbrijskému králi Oswaldovi. Oblast byla postupně christianizována. Některé části hradu a hradní kaple z této doby byly zdokumentovány archeologicky. Hradní palác byl snad vystavěn již kolem roku 1136 za vlády Malcolma III., zakladatele skotského královského rodu, který jej zařadil mezi svá sídla, nebo až za krále Davida I., který založil augustiniánské opatství (Holyrood Abbey). Edinburgh byl tehdy součástí hrabství Střední Lothian. Sídlem skotských králů byl královský palác Holyroodhouse, za krále Jakuba II. v roce 1437 byl Edinburgh prohlášen hlavním městem Skotského království. Královským sídlem byl také za jeho následovníků, včetně královny Marie Stuartovny, která byla poslední katolickou panovnicí. Po svém uvěznění na hradě Loch Leven uprchla Marie Stuartovna do Anglie, kde však byla svou sestřenicí, královnou Alžbětou I. internována a nakonec roku 1587 popravena. Palác Holyrood je v současné době britským korunním majetkem. Roku 1582 byla založena univerzita, jako čtvrtá ve Skotsku. Roku 1560 zvítězila náboženská reformace, kostely ovládli presbyteriáni, katolíci se zachránili pouze v severozápadním Skotsku.
S nástupem syna Marie Stuartovny, protestantského krále Jakuba VI. na anglický trůn roku 1603 město přišlo o titul sídelního města krále a od roku 1707 až do roku 1997 se ve městě nescházel ani skotský parlament. Počátkem 18. století byly vysušeny bažiny pod hradem a začala výstavba Nového Města (New Town). Roku 1745 město obsadilo povstalecké vojsko skotských horalů – jakobitů, které vedl zde sídlící Karel Eduard Stuart s cílem svrhnout vládnoucí hannoverskou dynastii a vrátit na trůn Stuartovce. Po neúspěchu pretendent uprchl do Francie.
Ve 2. polovině 18. století se Edinburgh stal centrem skotského osvícenství, působili zde myslitelé David Hume, Adam Smith, James Hutton či Joseph Black, významu nabyla Královská skotská akademie věd a umění (Royal Scottish Academy), stejně jako zdejší univerzita i její absolventi. Město tehdy získalo titul Atény Severu.

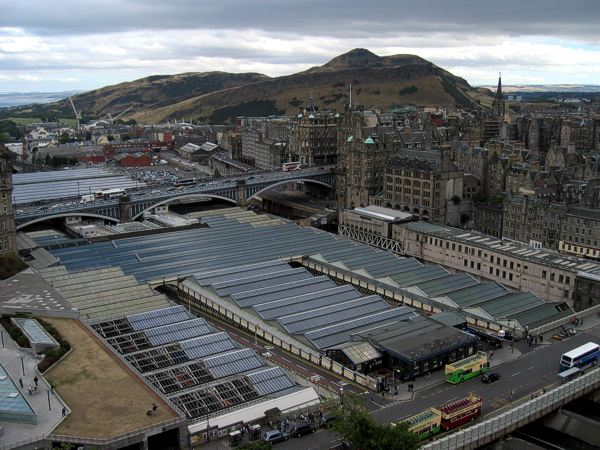
Železniční stanice Wawerley, pohled z památníku Scott Monument

Pro 19. století je charakteristický prudký rozvoj obchodu s vlněnými výrobky a průmyslu: jak dosavadních oborů (pivovary, palírny whisky a knihtisk), tak nových továren: roku 1856 byla založena North Rubber Hunter Company na výrobu lovecké obuvi. V letech 1846–1850 začala výstavba železnice East Coast Line, jež razantně údolím prorazila trať a do města umístila dvě nádraží, Wawerley Station a Haymarket. Kolejiště mezi nimi bylo roku 1897 překryté skleněnými stříškami, zaujímá dosud podstatnou plochu údolí a rozděluje jinak celistvou historickou zástavbu.

### Současnost
Město se orientuje na finančnictví, školství, turismus i s ním spojený obchod a služby. Edinburgh každoročně navštíví stovky tisíc návštěvníků z celého světa.

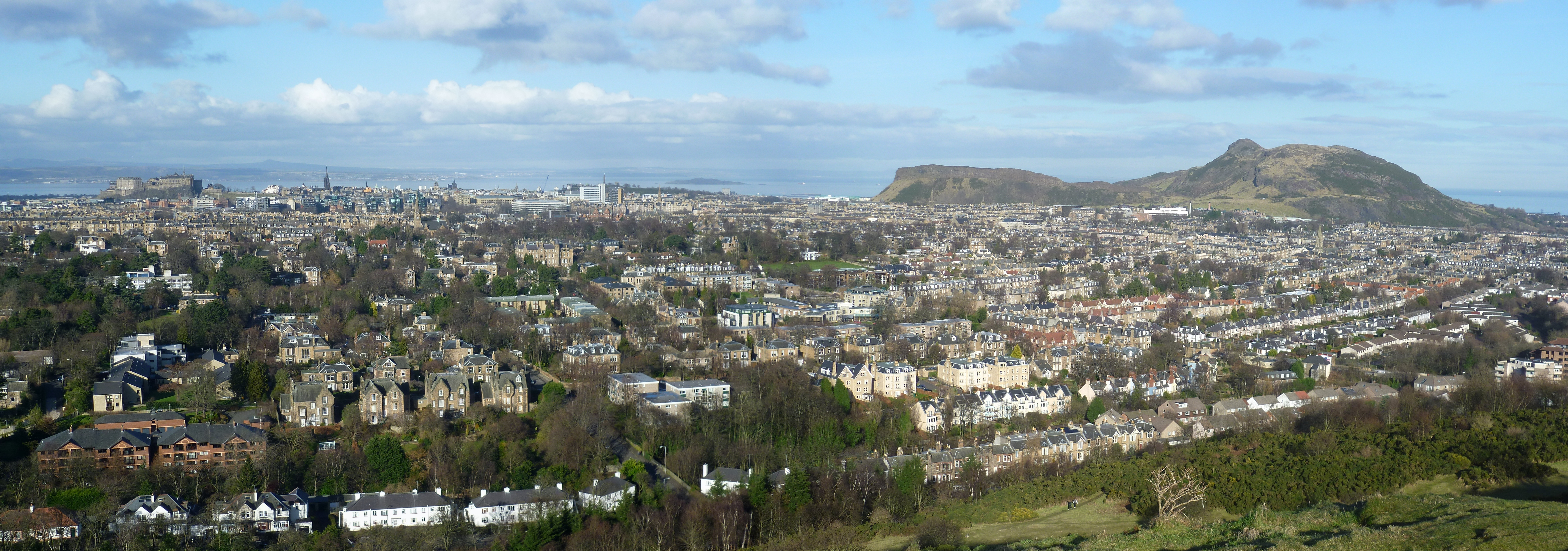
Pohled na Edinburgh z Blackford Hill

## Památky a zajímavá místa

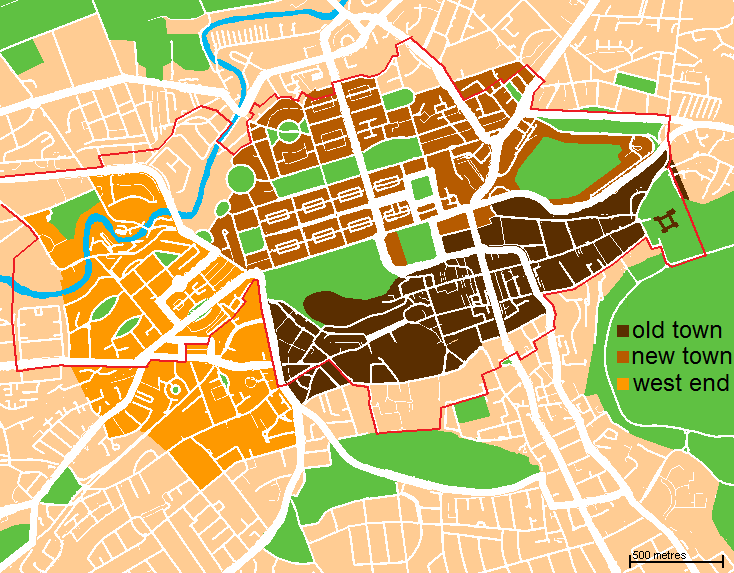
Mapa města s vyznačenými oblastmi

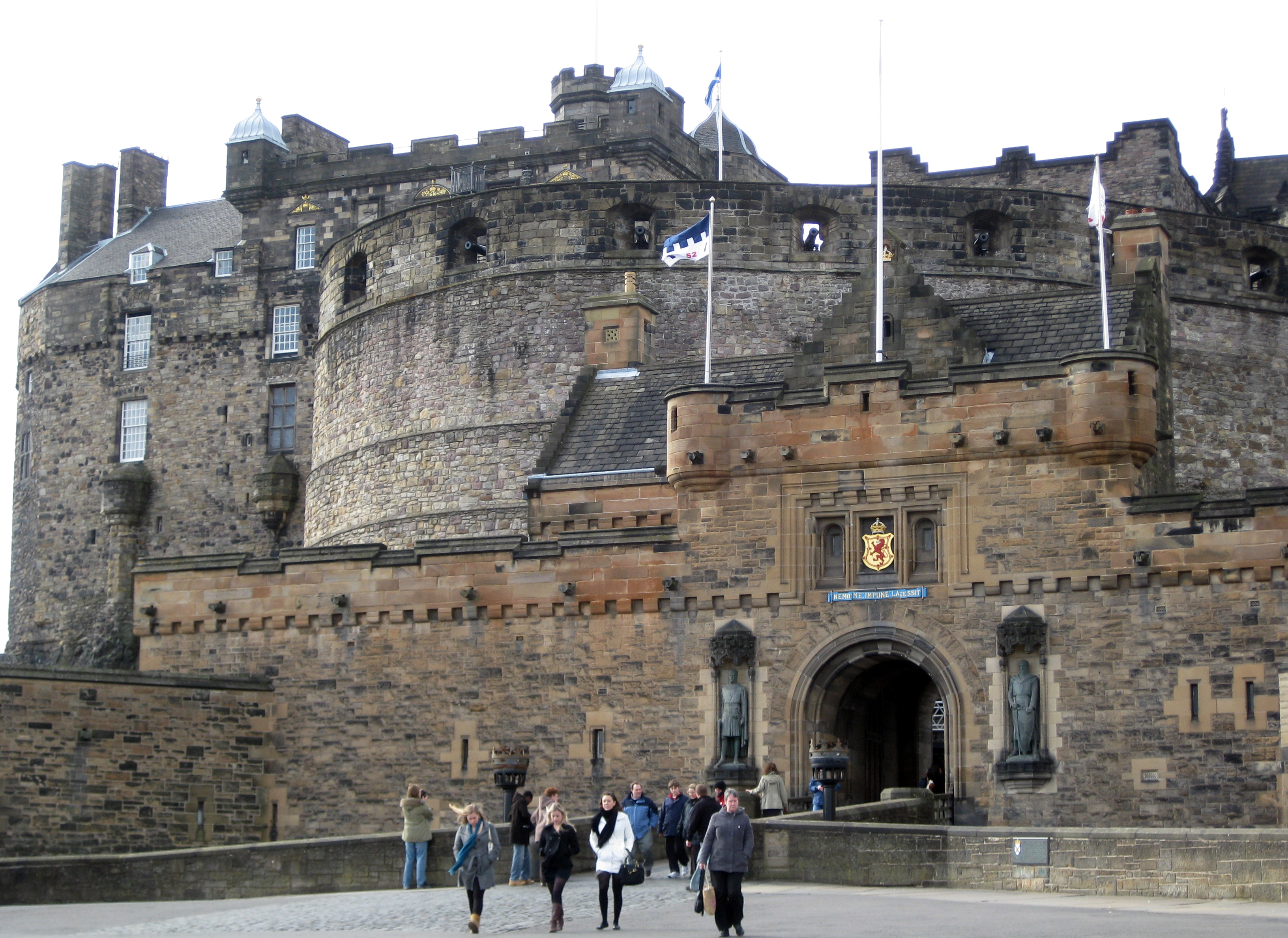
Vstupní strana hradu od Královské míle

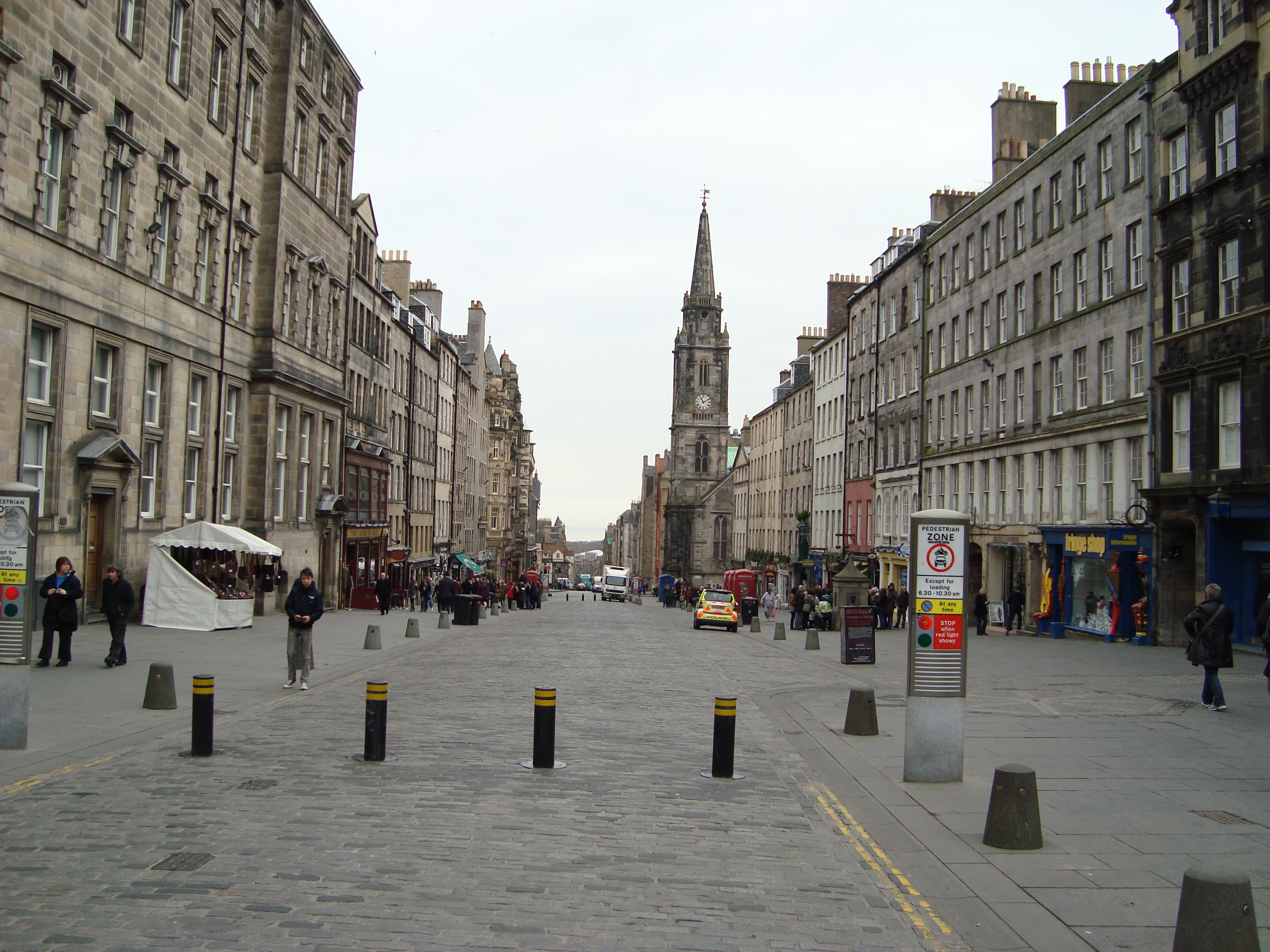
Royal Mile, Královská míle

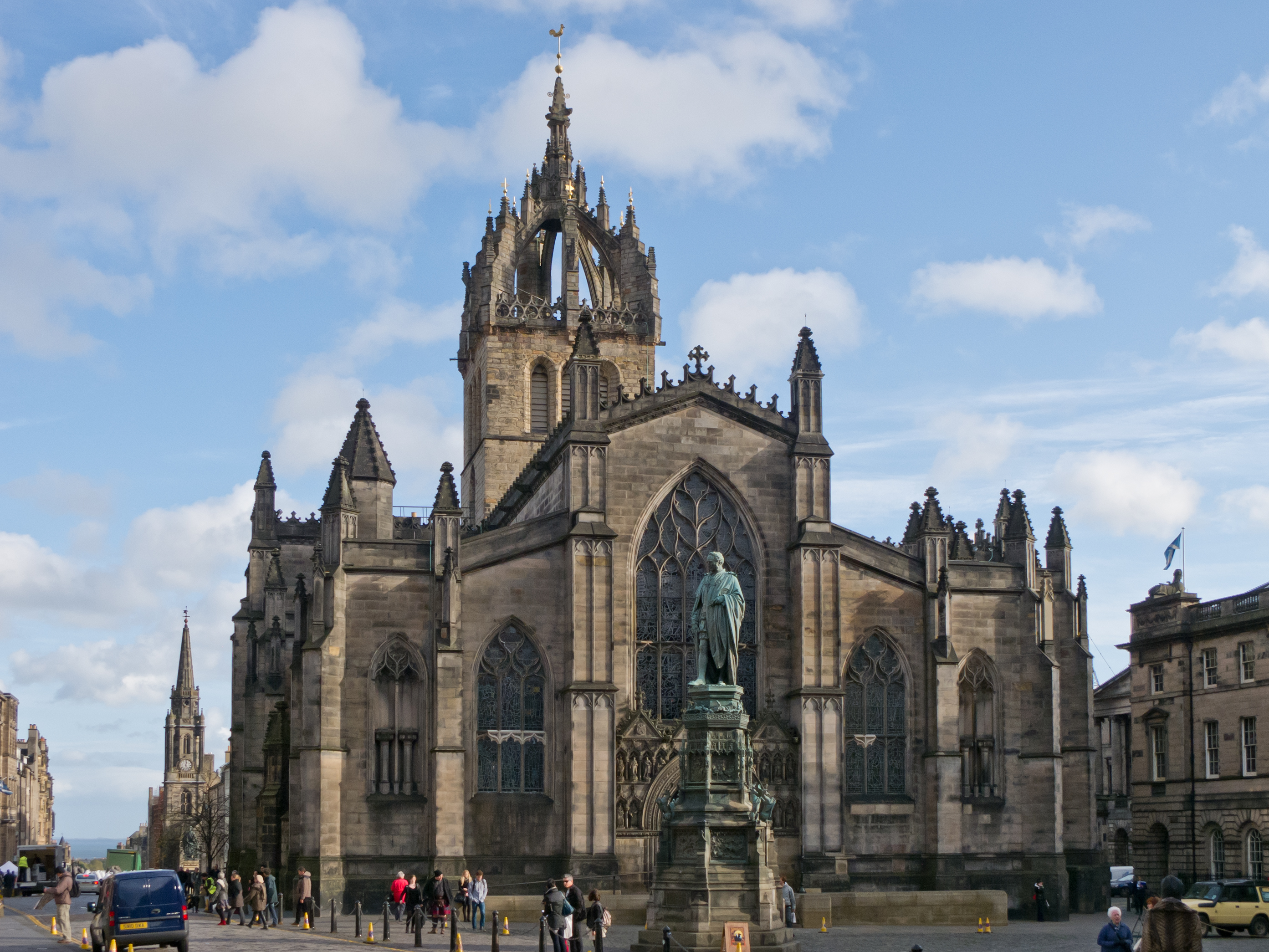
Katedrála sv. Jiljí – západní průčelí

- Edinburský hrad stojí na skále vysoké 135 metrů. Místo bylo osídleno Kelty od doby bronzové, menší pevnost zde stála již v 6.-7. století a náležel k ní knížecí stolec, zvaný Kámen osudu Stone of Destiny. Hrad byl založen v 11.–12. století, stejně jako románská kaple sv. Markéty (Sainte Margaret's Chapel) z roku 1090. Hradní budovy byly několikrát přestavovány, především v období pozdní gotiky v 15. století, z tohoto období se dochovala část hradního paláce a vstupní brána Portcullis Gate, pozdější je královská věž King's Bastion.

Na hradě jsou vystaveny skotské korunovační klenoty. Jsou to zlaté renesanční insignie: královská koruna, královské jablko a ocelový meč s pochvou zdobenou emailem a pásem. Náleží k nim také pozůstatek kamenného stolce, tzv. Kámen osudu (Stone of Destiny). Hradní expozice:
- Muzeum válek (National War Museum of Scotland).

- Královská míle (Royal Mile) – královská cesta vedoucí od Edinburského hradu kolem tří kostelů, z nichž nejvýznamnější je katedrála St Giles (sv. Jiljí), až ke královskému paláci Holyroodhouse, respektive k opatství v Holyroodu, na ní leží mnohé renesanční obchodní a řemeslnické domy, a dále:
- Rozhledna, jejíž součástí je Camera obscura.
- Katedrála svatého Jiljí (Saint Giles High Kirk of Edinburgh) – trojlodní bazilika, byla založen ve 12. století na místě původního menšího kostela z 9. století Stavba je 65 m dlouhá a 35 m široká, významné jsou vrcholně gotické architektonické články (žebrové hvězdové klenby a věž ve tvaru královské koruny z 15. století), v interiéru Bodláková kaple (Thistle Chapel) vyzdobená skotským národním květem bodláku.
- Pod hradem se na prostranství každoročně koná Edinburgh Military Tattoo – vojenská historicko-kulturní přehlídka, nachází i Cannonball House, dům, kde zůstala koule z děla z povstání Jakobitů v roce 1745.[5]
- Holyrood Palace, královský palác, současná stavba je z let 1670–1679 a Holyroodské opatství (Holyrood Abbey), zbytky opatství založeného ve 12. st. a poškozeného a zříceného v 18. st.
- Calton Hill, návrší s památníky a historickými budovami
- Court of Scotland, původně budova parlamentu postavená v letech 1632–1640, přestavěná v 18. st., od té doby zde sídlí Nejvyšší soud
- Jezdecký pomník krále Karla II. Stuarta (kolem 1680)
- Grassmarket (Lawnmarket), historické tržiště na Královské míli
- Canongate Tolbooth, stará radnice založená roku 1143, dochovaná stavba je z roku 1591
- City Chambers, nová radnice, postavena v letech 1753–1761 původně jako centrum obchodu
- Tolbooth Kirk, novogotický kostel s nejvyšší věží ve městě, postavený v roce 1840, adaptovaný na hostinec
- Tron Kirk, presbyteriánský kostel z roku 1630
- Greyfriars Kirk, kostel založený roku 1602
- Katedrála Panny Marie – jediný římskokatolický kostel, pozdně secesní stavba z doby kolem roku 1910
- John Knox's House, dům z roku 1490, kde v 16. století bydlel kazatel John Knox
- Hotel Balmoral, šestipatrová stavba s věží, na nároží Princess Street a North Bridge, dominantní stavba Nového Města, z roku 1902 ve viktoriánském stylu

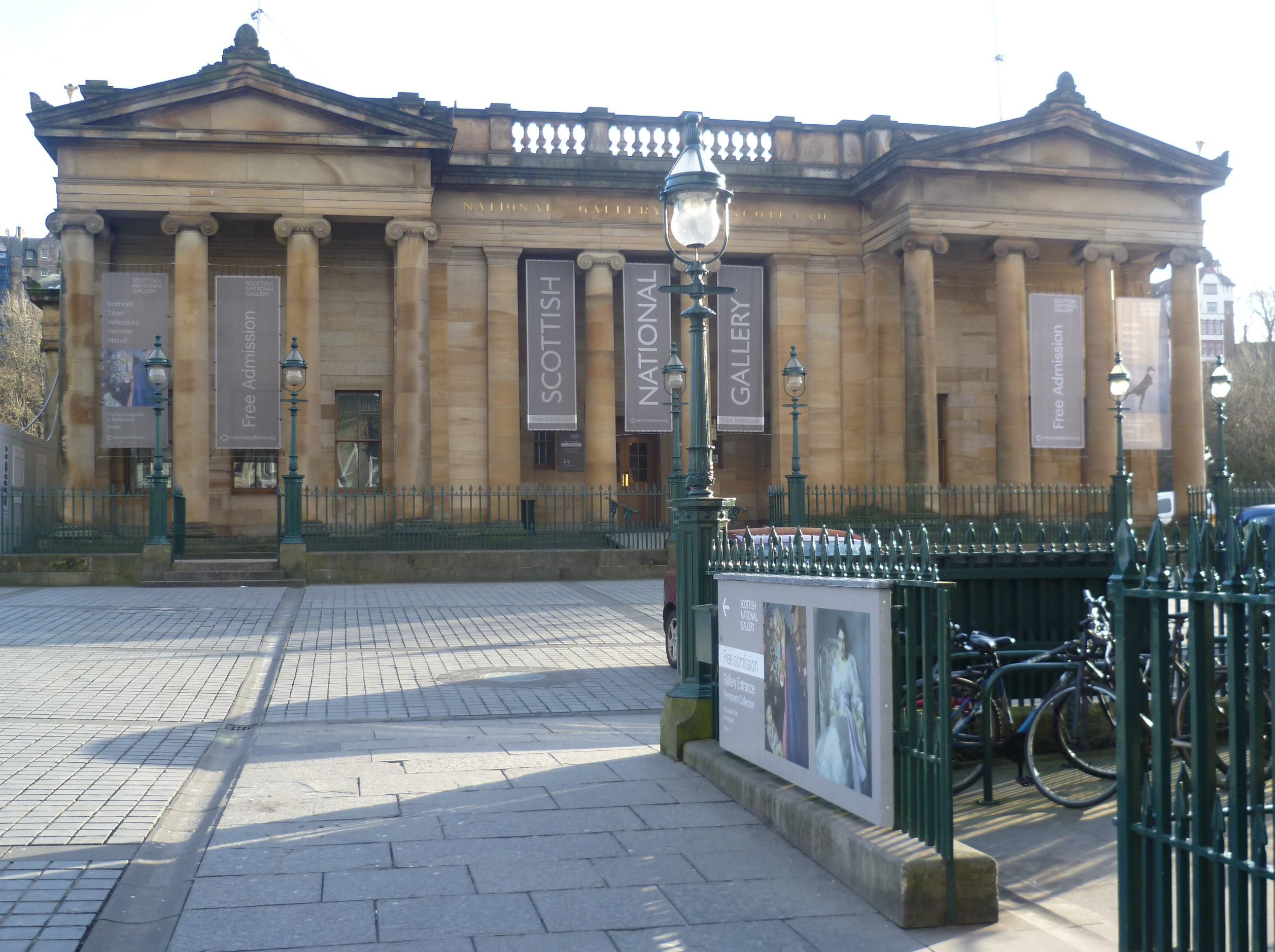
Skotská národní galerie

### Muzea a galerie
- Národní muzeum Skotska (National Museum of Scotland) – obrovská expozice v paláci o pěti poschodích byla otevřena roku 1860 a obsahuje přírodopisné, historické i technické muzeum. Vyhledávané jsou zejména expozice odívání, technických vynálezů a motorismu s trenažérem formule 1.
- Národní galerie Skotska (National Gallery of Scotland) je součástí Skotských národních galerií a vlastní jednu z nejlepších sbírek výtvarného umění ve Skotsku, z období 15. až 20. st., v níž jsou zastoupeni Hugo van der Goes, Leonardo da Vinci, Raffael Santi Rembrandt, Anthonis van Dyck, Peter Paul Rubens, britští malíři Joshua Reynolds, Thomas Gainsborough, William Turner a další, také příklady uměleckého řemesla, zejména nábytek.
- Národní portrétní galerie (National Portrait Gallery) – je součástí Skotských národních galerií a ve viktoriánském paláci s bohatou vnitřní výzdobou vystavuje zejména malované portréty členů královské dynastie Stuartovců, sochařské portréty historických osobnosti britské vědy a kultury, ale také moderní portréty z oborů malby a fotografie. Veřejnosti je otevřena rovněž historická knihovna galerie se sbírkou sádrových odlitků.
- Muzeum města Edinburghu (Museum of Edinburgh)
- Muzeum chirurgie (Surgeon Museum) – jedna z nejcennějších evropských sbírek historie medicíny, umístěna v klasicistní budově někdejší lékařské fakulty a Společnosti chirurgů a bradýřů

### Přírodní atrakce
- Zoologická zahrada chová mnoho druhů fauny, od šimpanzů, přes lvy, tygry a pandu, až po žáby či ptactvo. Celá zoo je situována na západním okraji města a vystavěna v kopci, který na vrcholu umožňuje návštěvníkům panoramatický výhled na historické centrum města.
- Královská botanická zahrada (Royal botanic garden)

## Politika
V Edinburghu sídlí Skotský parlament, a to v kontroverzní novostavbě, která vzbudila rozruch jak svým vzhledem, tak cenou. Budova byla zprovozněna v září 2004.

## Ekonomika

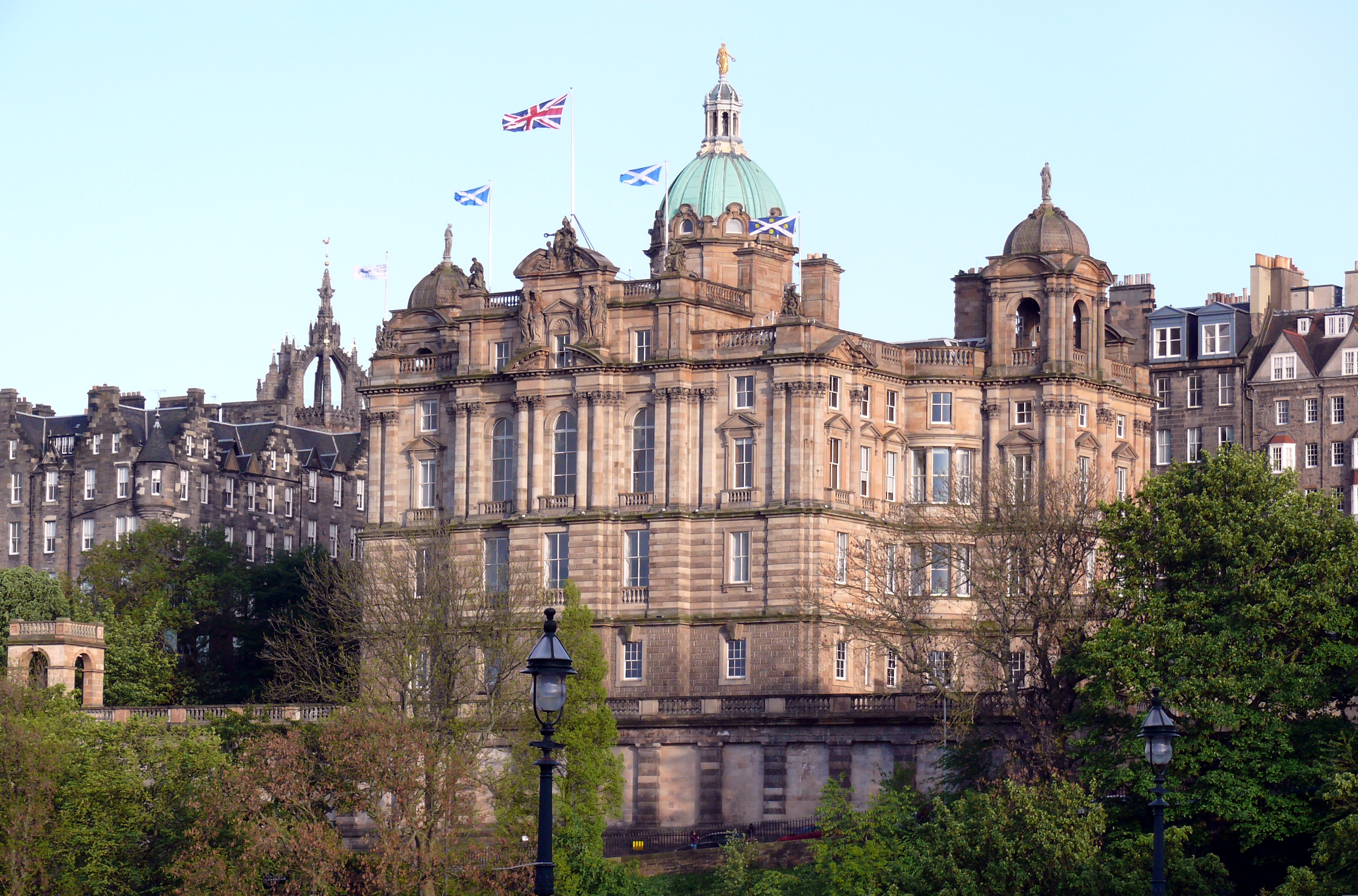
Hlavní úřad Bank of Scotland

Ekonomika Edinburghu těží převážně z finančnictví, turismu a služeb. V oblasti finančnictví je to druhé nejdůležitější centrum po Londýnu ve Velké Británii. Nezaměstnanost je ve městě pouze 2,2 procenta.
Bankovnictví má v Edinburghu bohatou historii již po dobu 300 let. Na jeho počátku stál vznik Skotské banky (Bank of Scotland). V dnešní době se Edinburgh řadí mezi šest nejvýznamnějších finančních center Evropy.[zdroj?]

## Sport
V Edinburghu jsou dva profesionální fotbalové kluby, které oba hrají nejvyšší ligu SPL. Jsou to Hibernian FC (přezdívaní the Hibs, nebo Hibees) a Heart of Midlothian FC (the Jambos). V minulosti zde působil klub Meadowbank Thistle, který se v roce 1995 přesunul do města Livingston.
Národní rugbyový tým hraje své zápasy na stadionu Murrayfield, patřící instituci Scottish Rugby Union. Dalšími populárními sporty jsou kriket a lední hokej.
Edinburgh hostil v roce 1970 hry Commonwealthu.

## Obyvatelstvo
Dle oficiálních zdrojů byl počet obyvatel města v roce 2008 477 830. Tímto počtem se Edinburgh řadí na sedmé místo největších měst Velké Británie a Severního Irska co do počtu obyvatel. Z tohoto počtu bylo 247 736 žen a 230 094 mužů.
| 1755   | 1791   | 1811   | 1821    | 1831    | 1841    | 1851    | 1861    | 1871    | 1881    | 1891    |
| ------ | ------ | ------ | ------- | ------- | ------- | ------- | ------- | ------- | ------- | ------- |
| 57 195 | 81 865 | 82 624 | 112 235 | 136 054 | 138 182 | 160 511 | 168 121 | 196 979 | 228 357 | 261 225 |

| 1901    | 1911    | 1921    | 1931    | 1951    | 1961    | 1971    | 1981    | 1991    | 2001    | 2005    | 2008    |
| ------- | ------- | ------- | ------- | ------- | ------- | ------- | ------- | ------- | ------- | ------- | ------- |
| 316 837 | 320 318 | 420 264 | 439 010 | 466 761 | 468 361 | 453 575 | 425 575 | 418 914 | 448 624 | 457 830 | 477 640 |

## Současná kultura
- Národní galerie moderního umění (National Gallery of Modern Art)
- City Art Centre

### Festivaly
Nejznámější je Edinburský mezinárodní divadelní a hudební festival, který začíná pravidelně každý rok v posledním týdnu v červenci a trvá do konce srpna, respektive začátku září. Od roku 1947 lze během tohoto festivalu spatřit mnoho umělců a výtvorů z různých odvětví kulturního života, počínaje baletem a konče pouliční serenádou. Bohatý program přiláká každoročně desetitisíce turistů z celého světa. V roce 2006 bylo uvedeno na 1867 představení na 261 různých místech.

## Podnebí
V Edinburghu a okolí panují podobné klimatické podmínky přímořského charakteru, jako na zbytku východního pobřeží Skotska, tj. mírné zimy a chladnější léta. To je ovlivněno především účinky Golfského proudu. Zimní teploty se pohybují okolo nuly, což je oproti územím ve stejném klimatickém pásu (např. Moskva, Labrador) velice mírné. Zimy bývají velmi větrné. Oproti tomu letní teploty jen málokdy překračují 23 °C. Golfský proud přináší od jihozápadu srážky, kdežto jihovýchodní větry jsou suché, studeného charakteru. Značné proudění vzduchu v těchto místech způsobuje poloha města přímo u Severního moře.
|                                          | Leden | Únor | Březen | Duben | Květen | Červen | Červc | Srpen | Září | Říjen | Lis'd | Pro'c | Ročně |
| ---------------------------------------- | ----- | ---- | ------ | ----- | ------ | ------ | ----- | ----- | ---- | ----- | ----- | ----- | ----- |
| Průměrná nejvyšší denní teplota (°C)     | 6,2   | 6,5  | 8,7    | 11,1  | 14,2   | 17,3   | 18,8  | 18,5  | 16,2 | 13,2  | 8,1   | 6,9   | 12,1  |
| Průměrná nejnižší denní teplota (°C)     | 0,3   | 0,0  | 1,5    | 3,1   | 5,7    | 8,7    | 10,3  | 10,2  | 8,4  | 5,9   | 2,1   | 0,9   | 4,8   |
| Průměrný počet srážek (mm)               | 57    | 42   | 51     | 41    | 51     | 51     | 57    | 65    | 67   | 65    | 63    | 58    | 668   |
| Průměrný počet deštivých dnů             | 17,2  | 13,6 | 16,2   | 14,0  | 14,4   | 13,3   | 13,1  | 15,2  | 16,5 | 16,7  | 16,3  | 16,3  | 182,8 |
| Zdroj: Světová meteorologická organizace |       |      |        |       |        |        |       |       |      |       |       |       |       |

## Fotogalerie

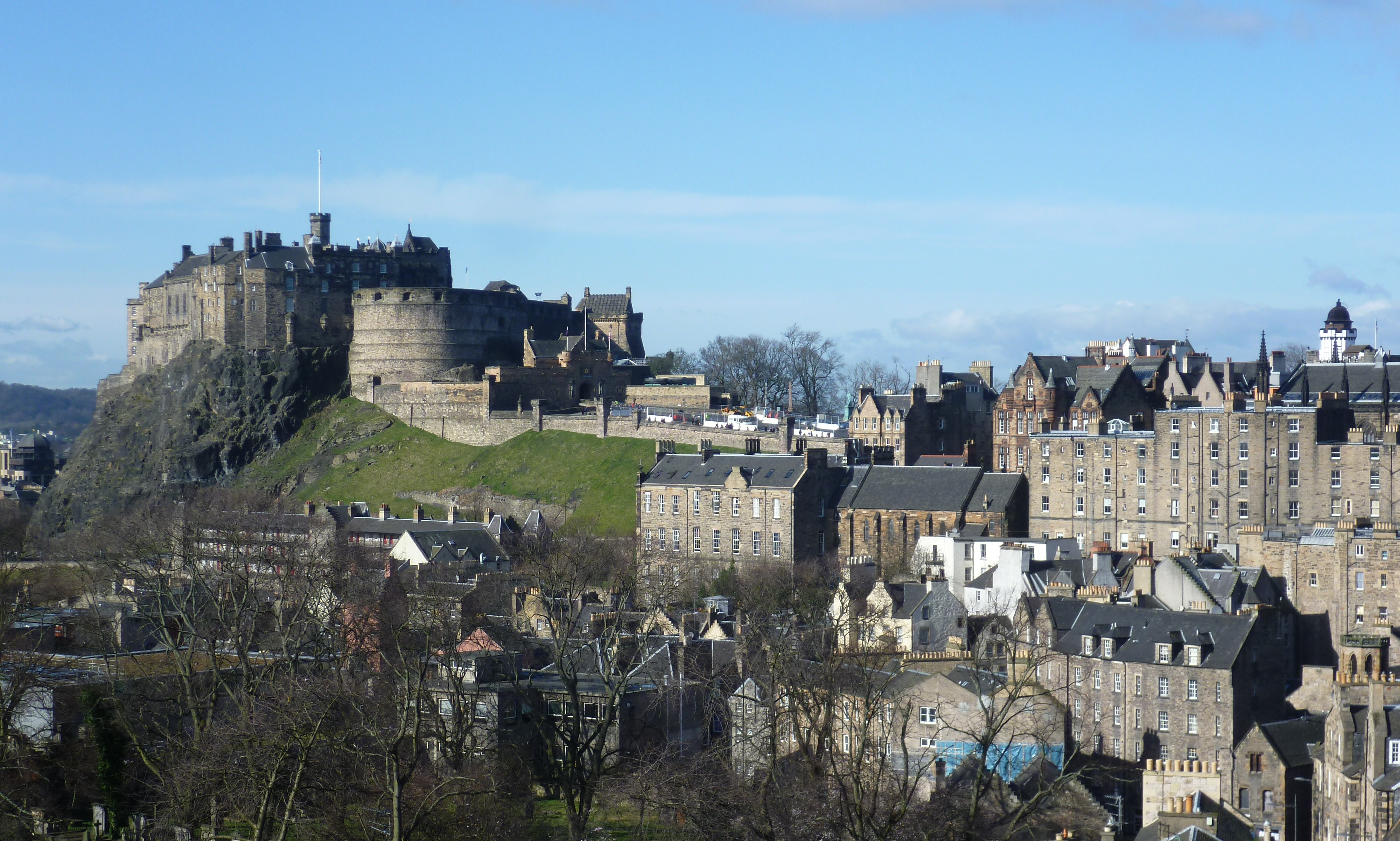
Edinburský hrad od jihovýchodu
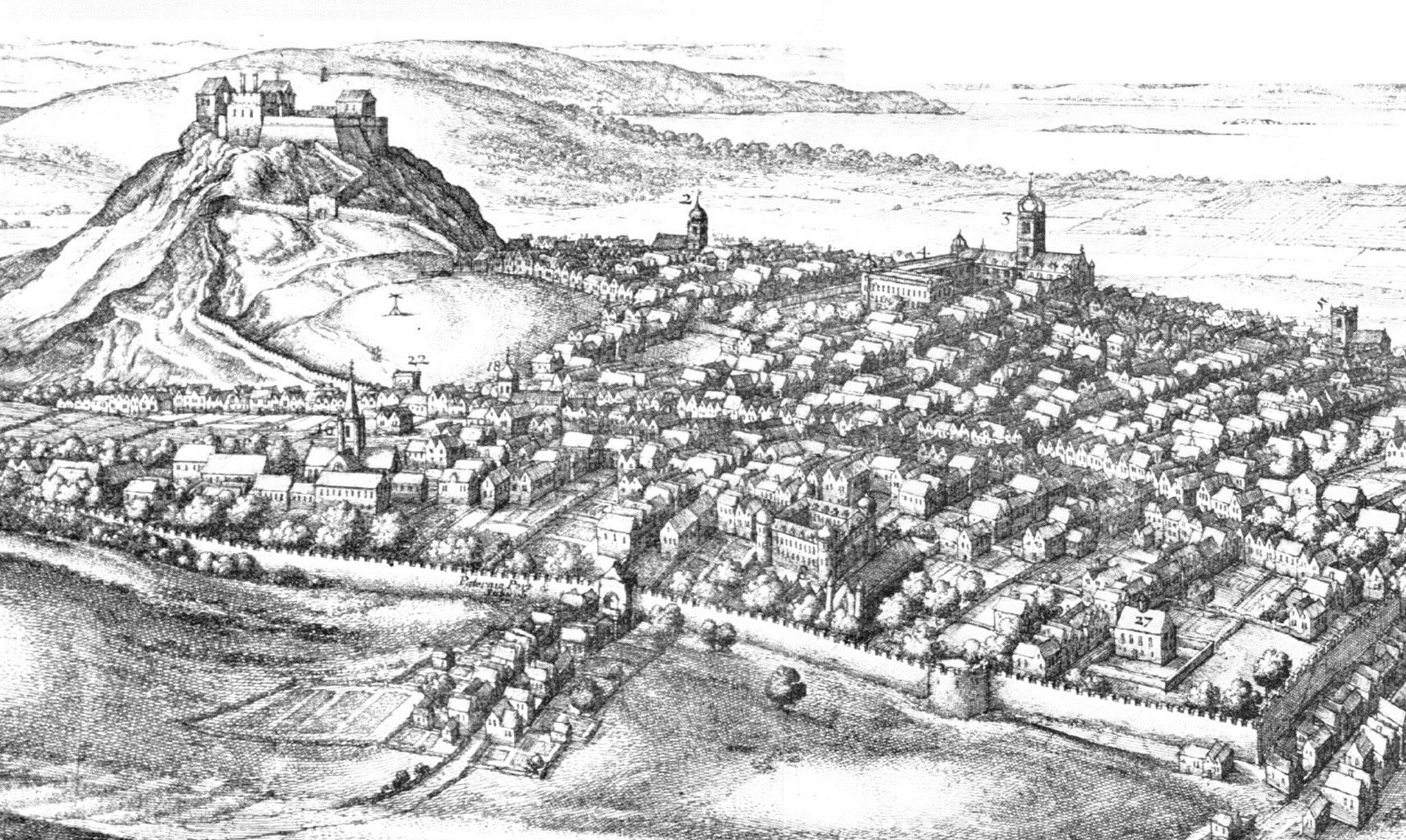
Edinburgh roku 1670, rytina Václava Hollara
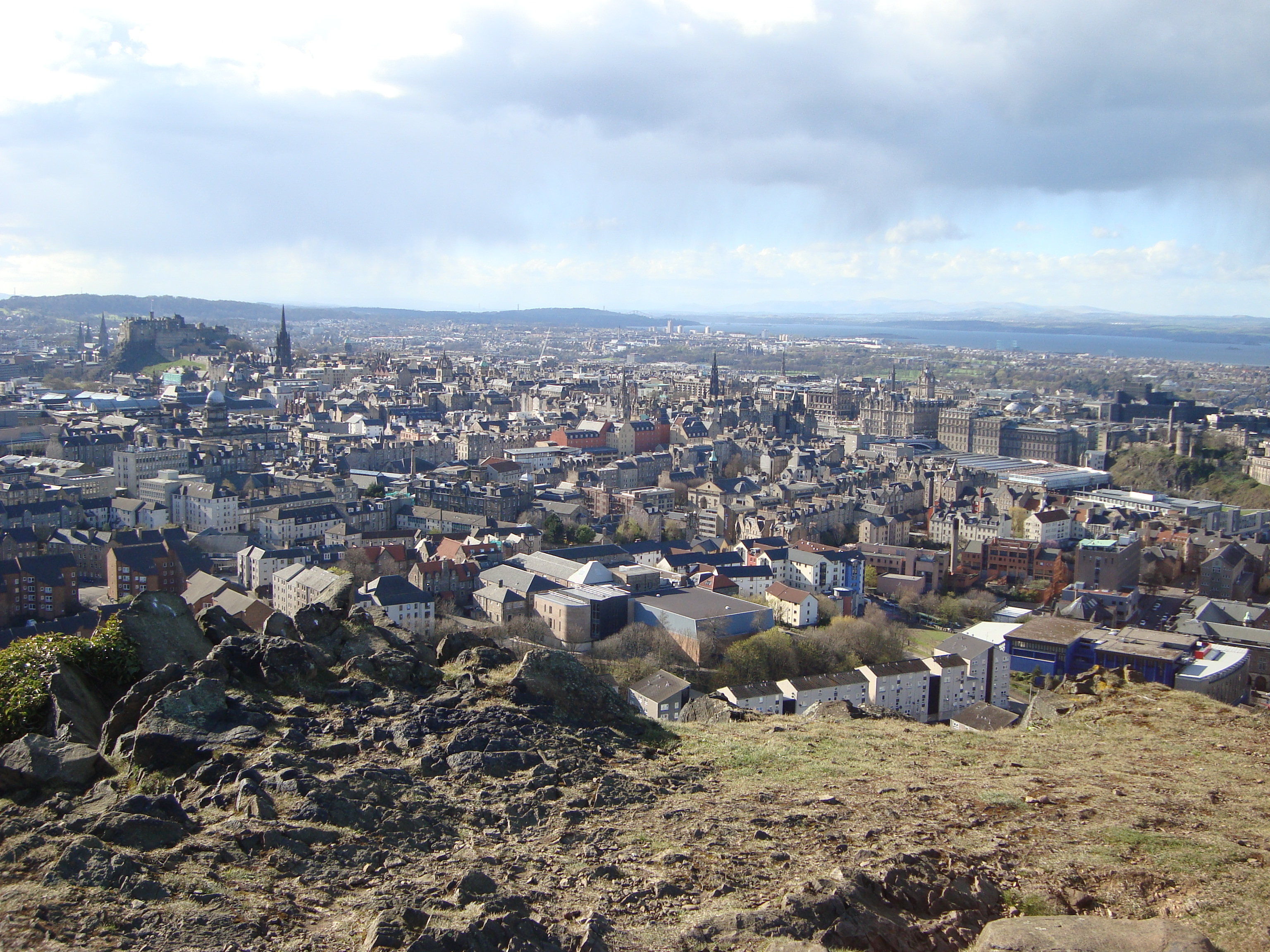
Edinburgh
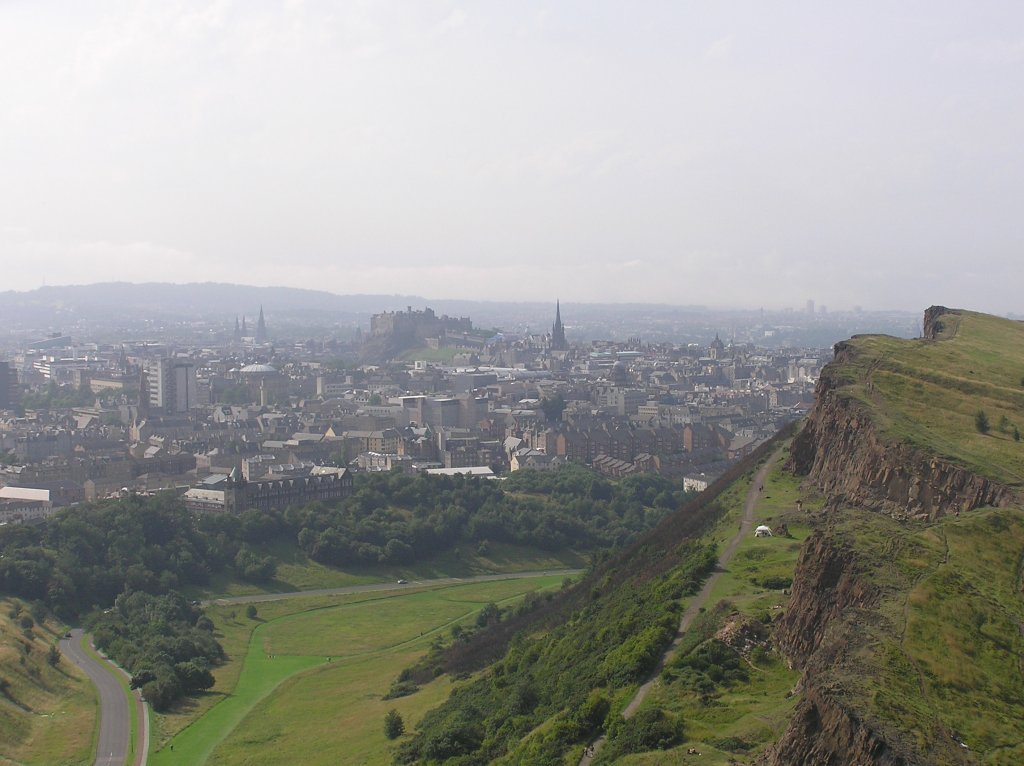
Pohled na sídlo krále Artuše
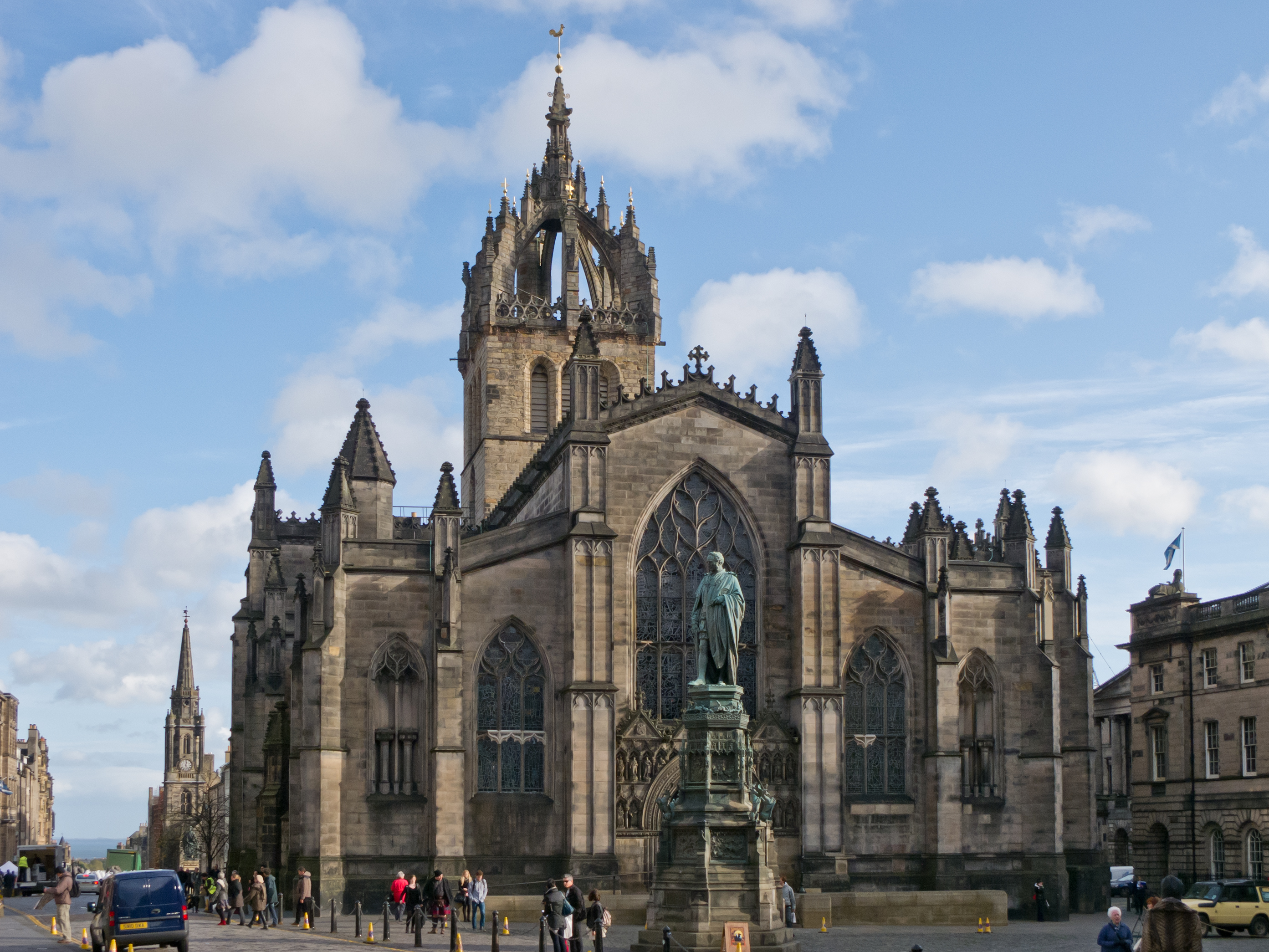
Katedrála Sv. Jiljí
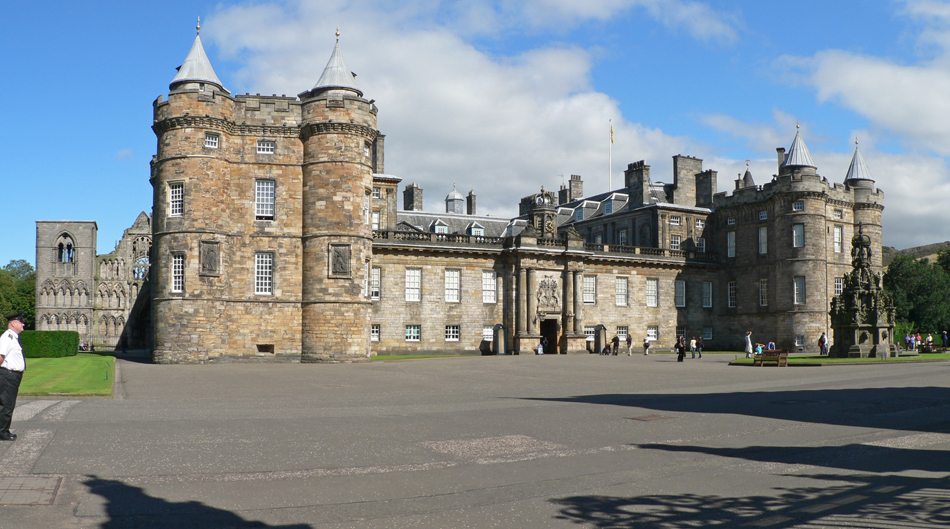
Holyrood Palace, královský palác
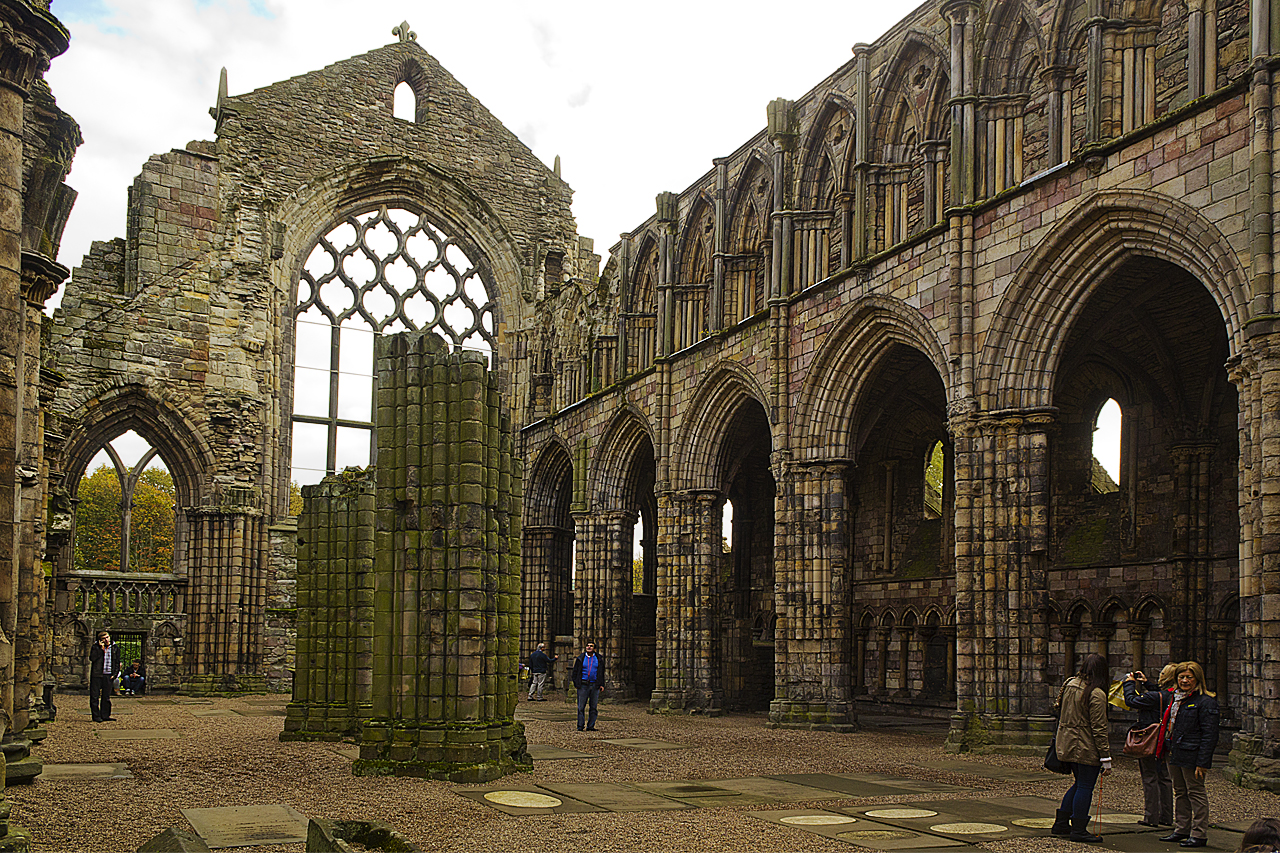
Ruiny kostela augustiniánů v opatství Holyrood
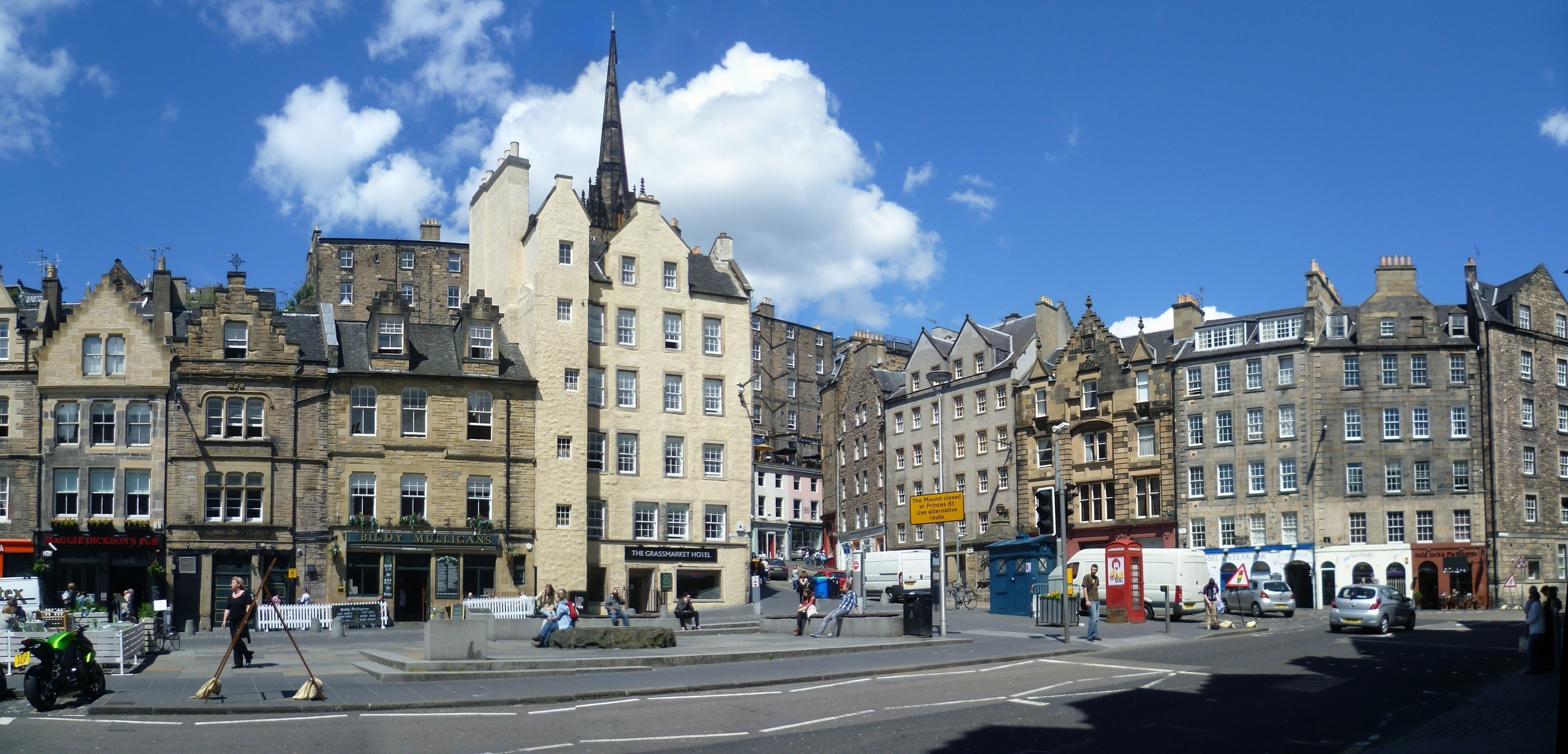
Tržiště Grassmarket
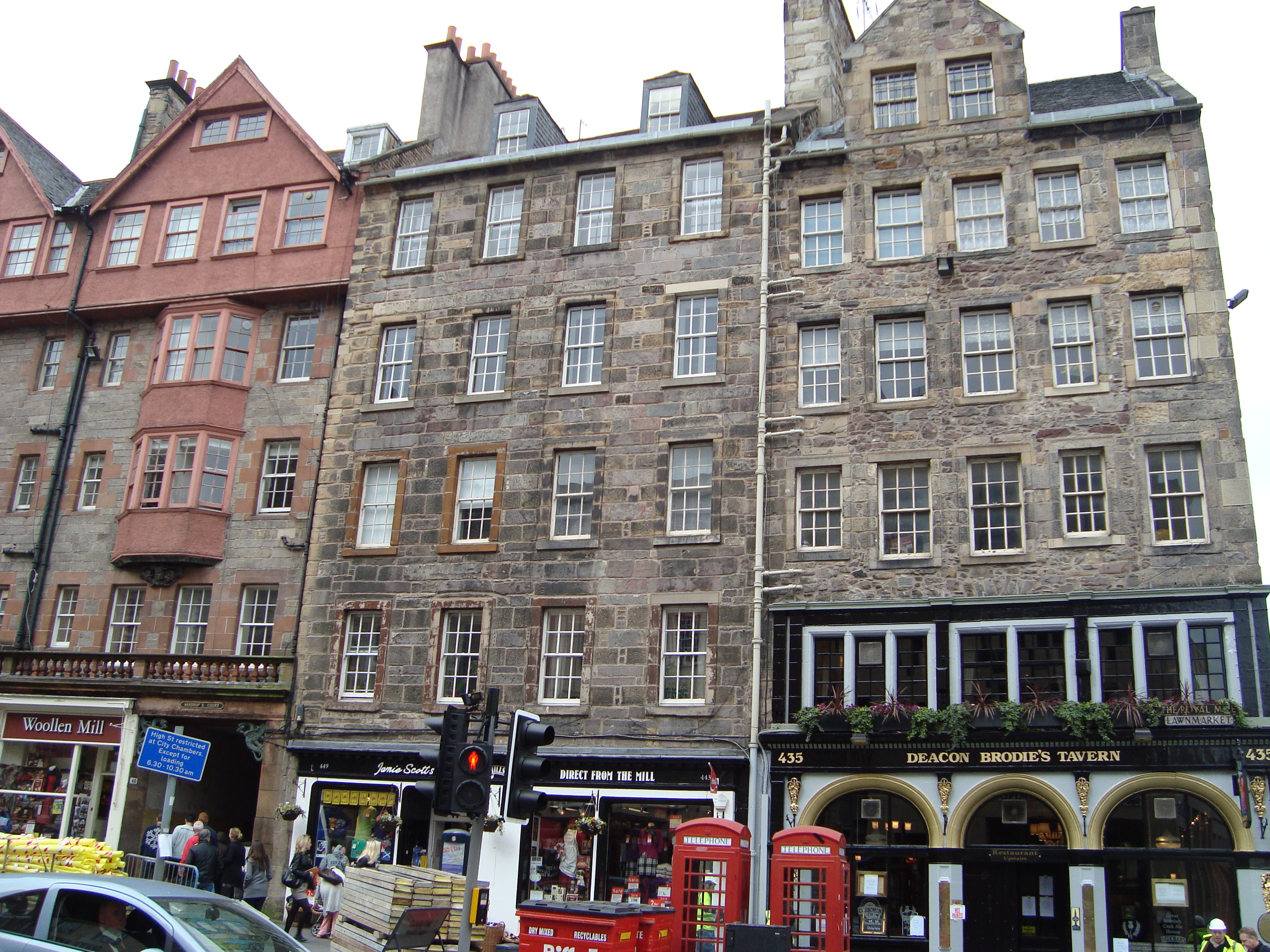
Historické domy na Starém Městě
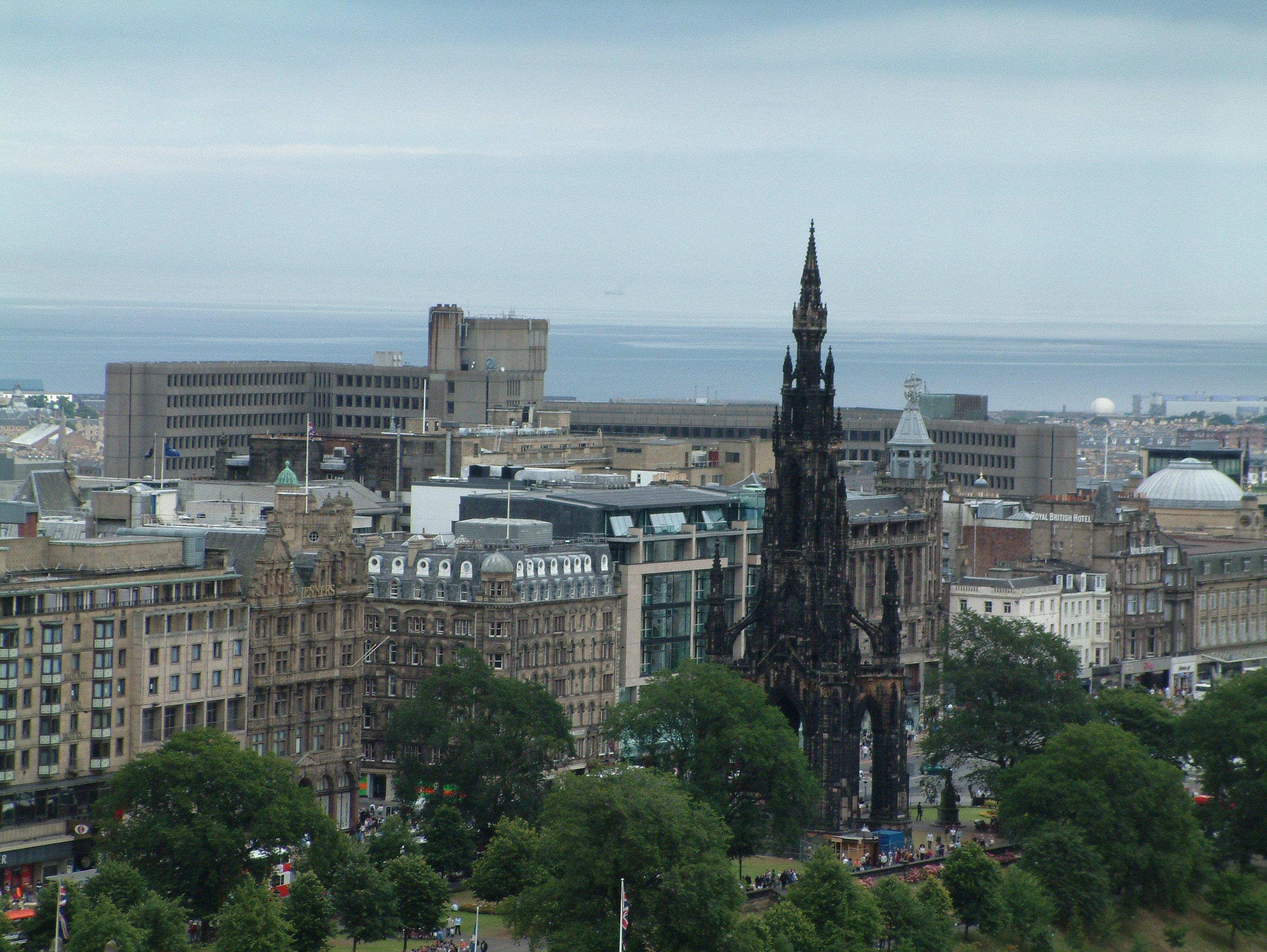
Pohled na Scottův památník z hradu
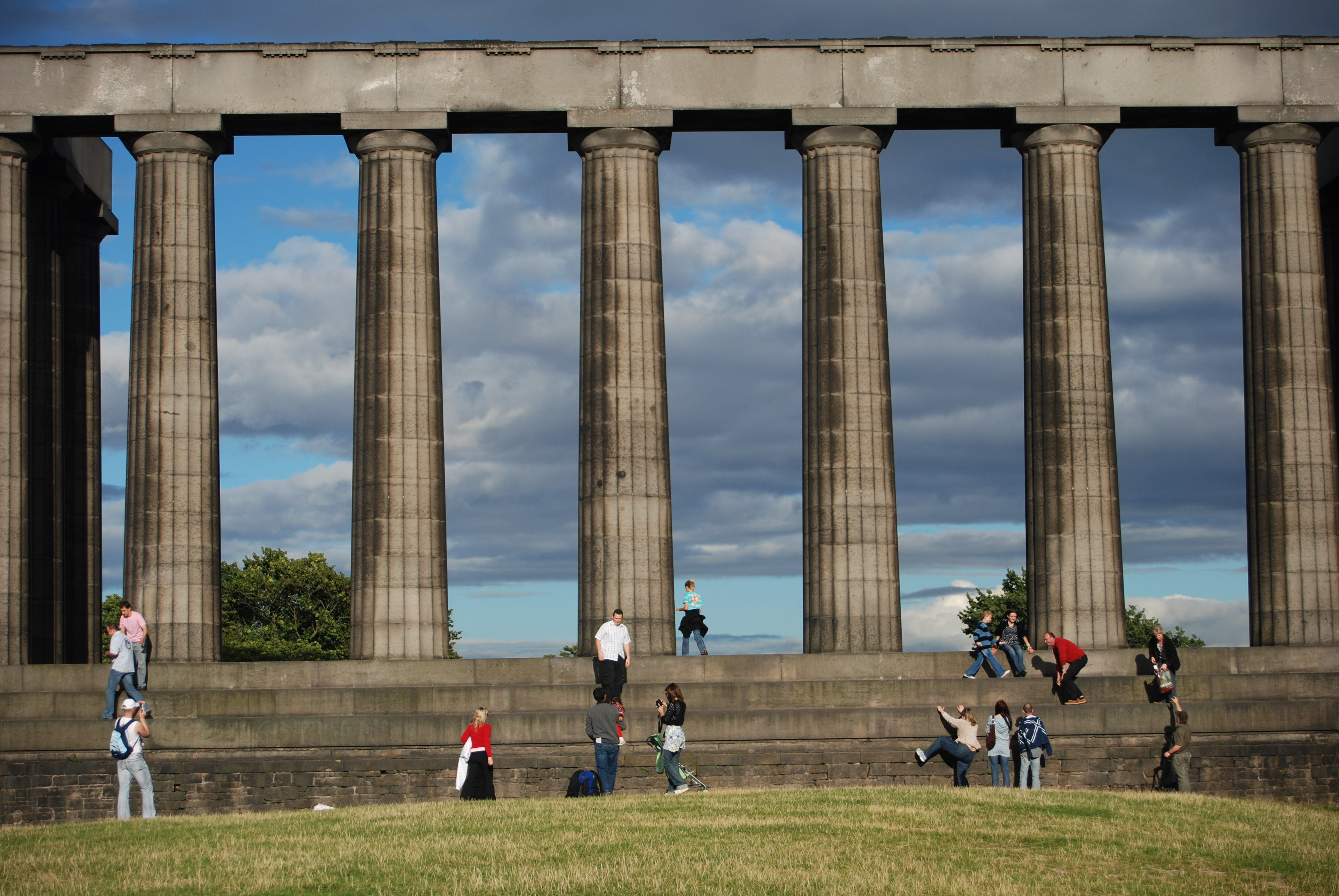
Národní památník na Calton Hillu
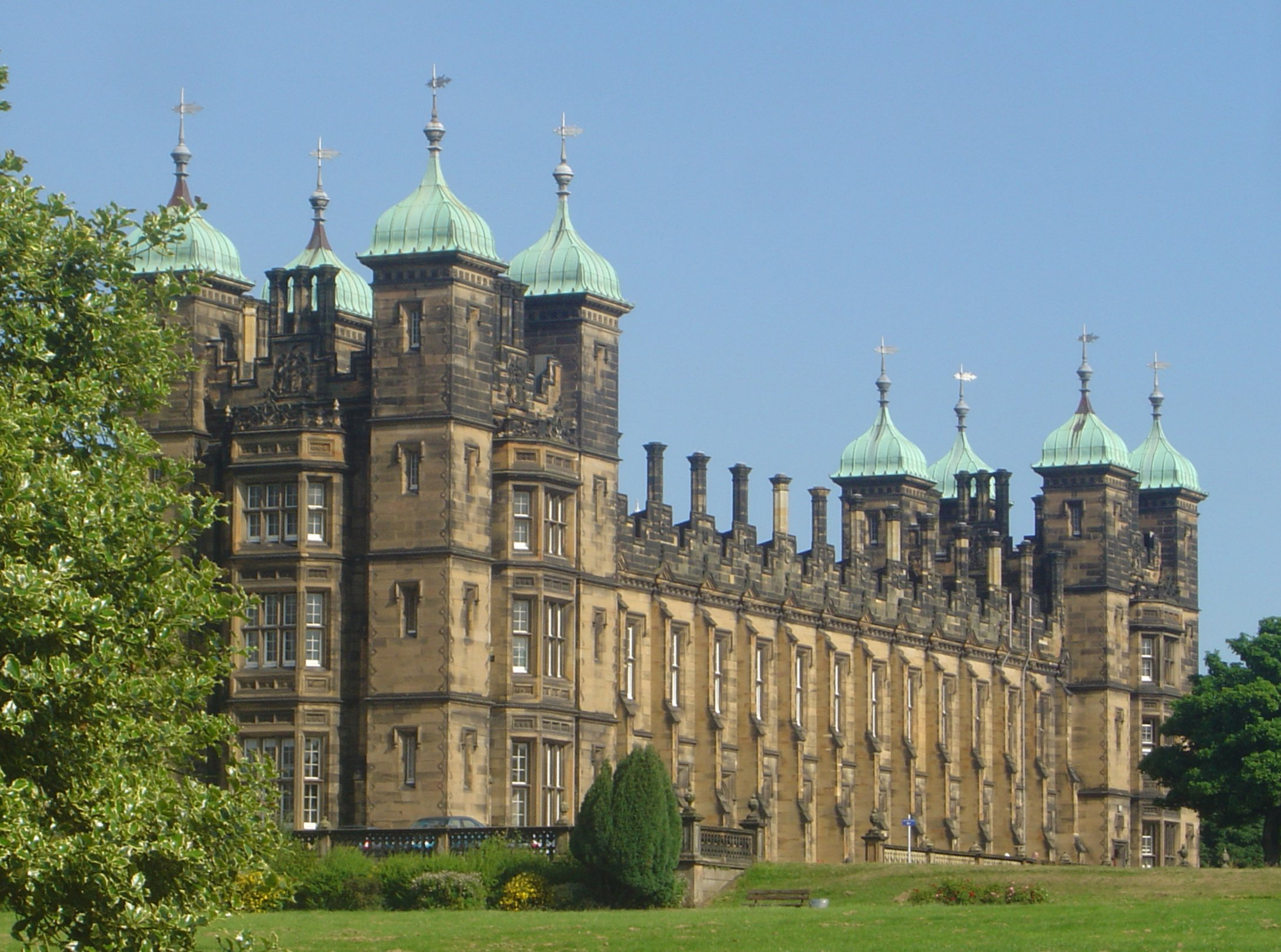
Donaldsonova kolej k vzdělávání neslyšících
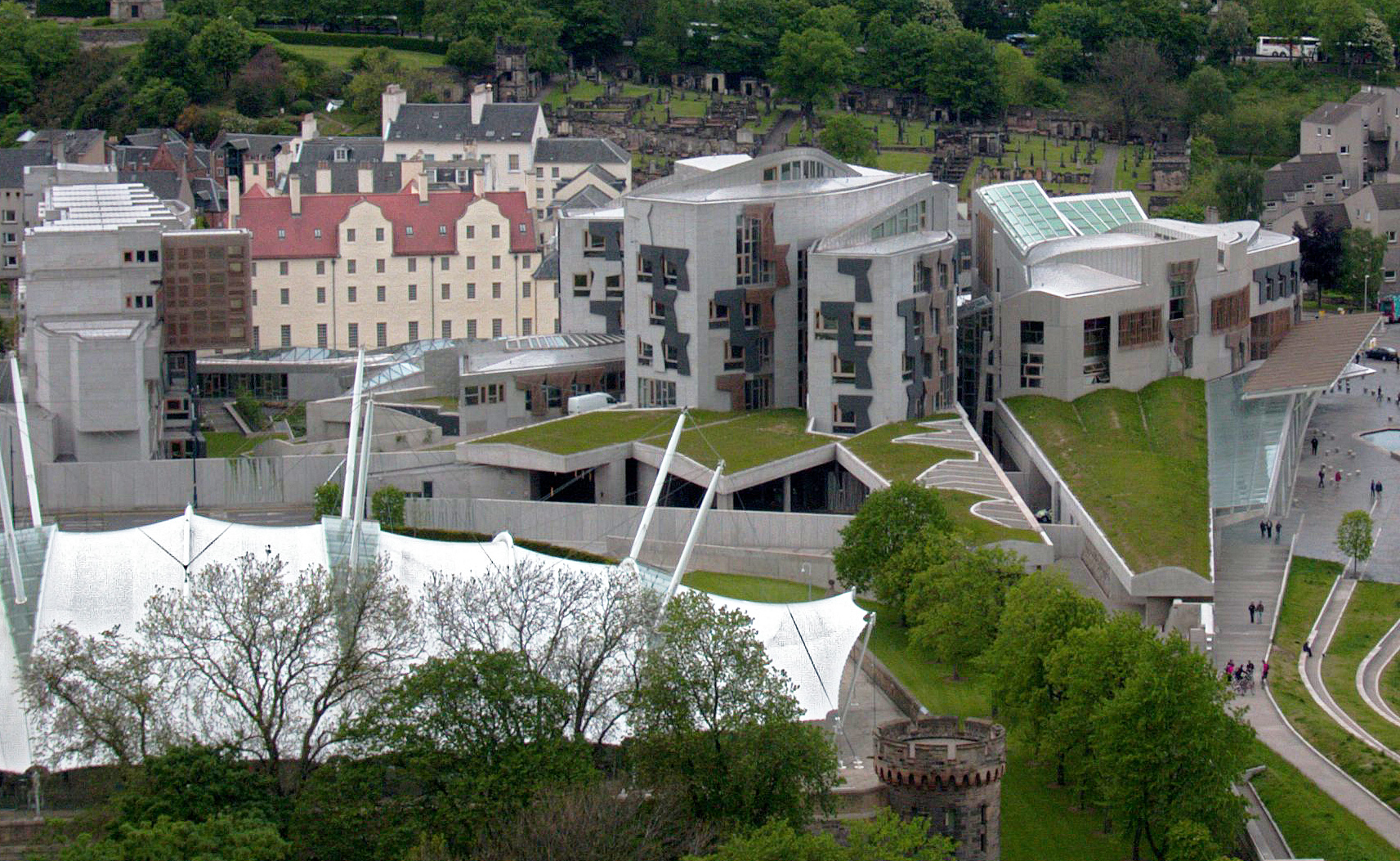
Budova Skotského parlamentu
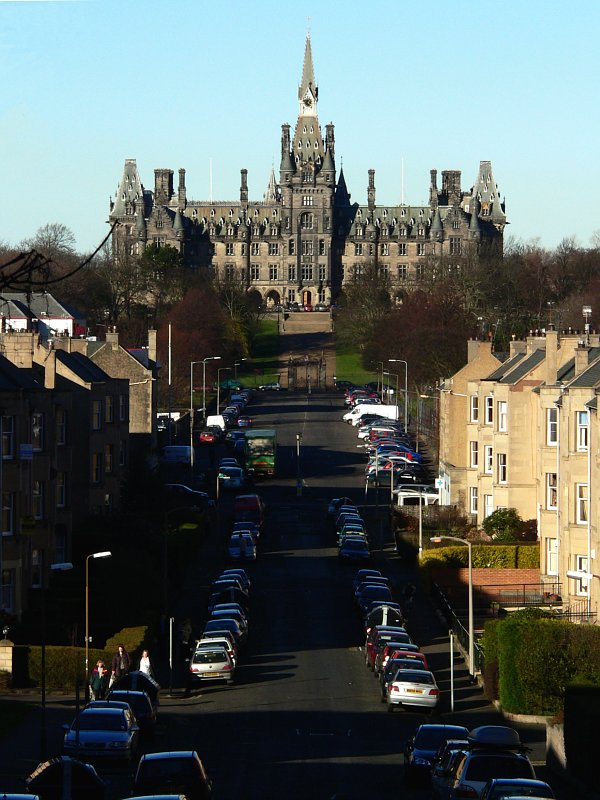
Soukromá střední škola Fettes College
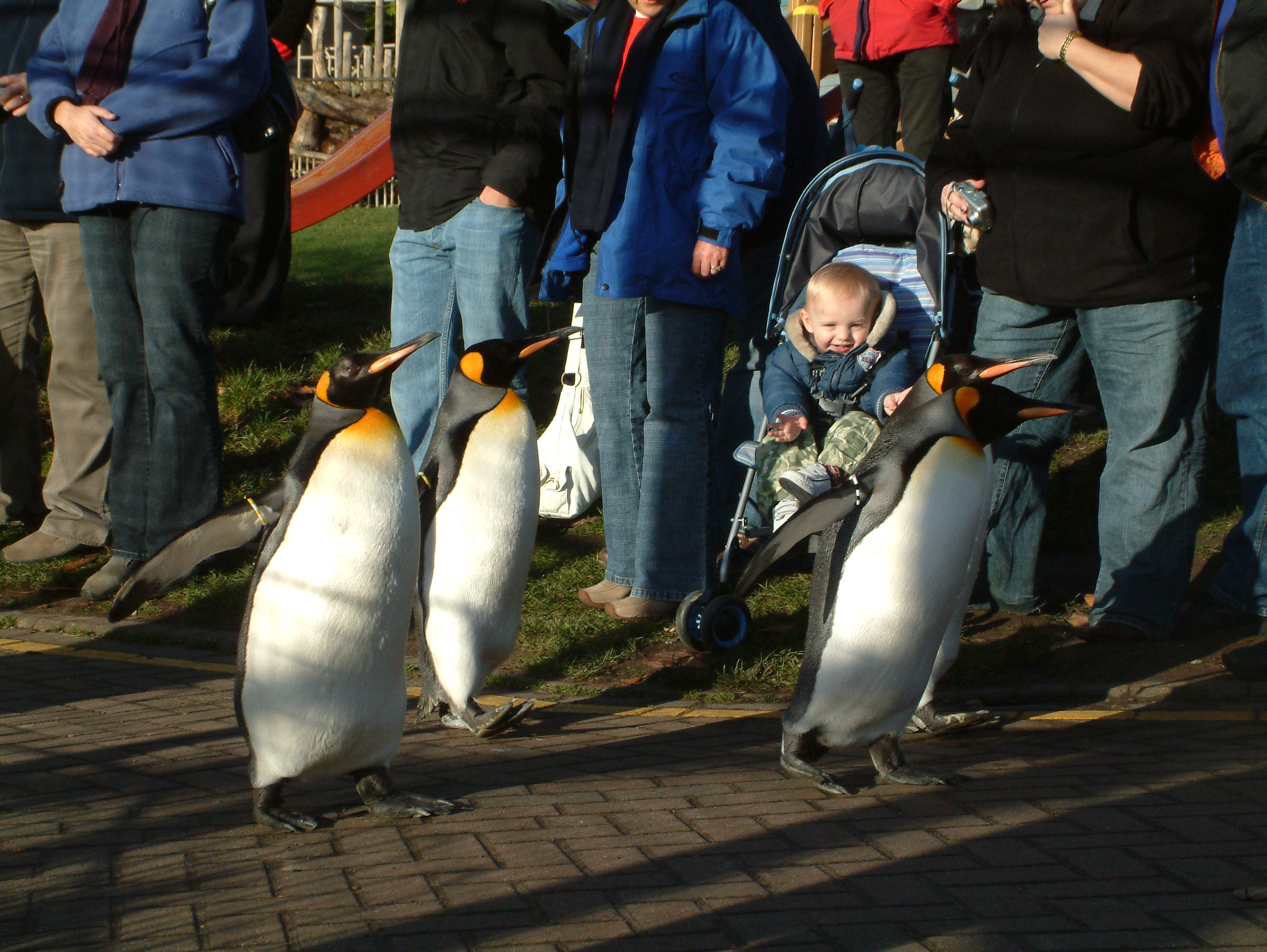
Tučňák císařský v edinburské zoo

## Slavní rodáci a obyvatelé
- Ian Anderson – hudebník, člen hudební skupiny Jethro Tull
- Alexander Graham Bell – fyzik, známý hlavně ve spojitosti se vznikem, resp. rozšířením telefonu
- Tony Blair – bývalý Ministerský předseda, politik
- Max Born – fyzik
- Wattie Buchan – zpěvák a zakládající člen skupiny The Exploited
- Sean Connery – herec
- Arthur Conan Doyle – autor Sherlocka Holmese
- Iain Glen – herec
- Isabella Glynová – (1823–1889) herečka
- Robin Harper – politik
- David Hume – filozof a historik
- James Hutton – geolog
- Ion Keith-Falconer –  cyklista, teolog a misionář
- Annie Lennox – zpěvačka skupiny Eurythmics
- Shirley Manson – zpěvačka skupiny Garbage
- James Clerk Maxwell – fyzik
- Dylan Moran – irský komik, herec a scenárista
- John Napier – matematik
- Ian Rankin – spisovatel, univerzitní profesor
- Joanne Rowlingová – spisovatelka
- Walter Scott – (1771–1832) spisovatel
- Adam Smith – ekonom
- Muriel Spark – spisovatel
- Robert Louis Stevenson – spisovatel
- Irvine Welsh – spisovatel, scenárista, autor předlohy k filmu Trainspotting
- Alex McMillan - zpěvák sólového projektu Razor Red Noise

## Partnerská města
- Mnichov – Německo
- Florencie – Itálie
- Nice – Francie
- Vancouver – Kanada
- Kyjev – Ukrajina
- Aalborg – Dánsko
- San Diego – USA
- Dunedin – Nový Zéland
- Krakov – Polsko
- Si-an – Čína